# Mamái
Mamái o Mamáy (en tártaro: Мамай, Mamay) fue un jefe militar de la Horda Azul durante la década de 1370 que residió en la parte occidental de este estado nómada, que hoy en día estaría situado en las estepas del sur de Ucrania y la Península de Crimea. Este líder mongol se separó de los otros kanes que componían la Horda de Oro, en un intento de establecer su propio estado.
Mamái, que tenía el rango militar de tumenbashý (tiómnik, тёмник en ruso, comandante de unos 10 000 efectivos, equivalente aproximado a un general actual), era descendiente de Gengis Kan por la línea de Nogai Kan, pero no tenía acceso al trono de Sarái porque no era miembro de la línea de Batú Kan. Entre los años 1370 y 1380, trató de obligar a Moscovia a que le pagara un tributo anual a él en lugar de a la Horda de Oro.
Tras ser derrotado por éstos bajo las órdenes de Dmitri Donskói en la Batalla de Kulikovo (1380), Mamái fue asesinado en Caffa (Crimea) por los genoveses, quienes no pudieron perdonarle la aniquilación de una unidad militar de ballesteros enviados en apoyo de los mongoles a luchar contra los moscovitas. El recuerdo de Mamái ha perdurado durante siglos. De hecho, existe en ruso una expresión, как Мамай прошел (como si Mamái hubiera pasado), con la que se indica un lío o destrozo muy grande.

## Supuestos descendientes

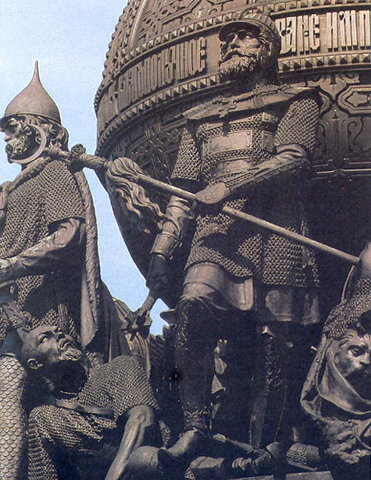
Dmitri Donskói al vencer a Mamái, detalle del Monumento del Milenio (1862).

Uno de sus hijos, Manzur Kiyat, escapó al parecer hacia el Gran Ducado de Lituania y tras servir al Gran Príncipe Vitautas el Grande, recibió el título de príncipe Hlinski acompañado de múltiples haciendas cerca de la actual Poltava (Ucrania). Estos hechos legendarios pudieron haber tenido lugar cerca de 1400, aunque la primera mención documentada de los príncipes Hlinski es de 1437. Mijaíl Glinski fue el miembro de la familia más notorio: estudió en una universidad alemana, tomó parte como caballero en las Guerras Italianas y llegó a ser el hombre más poderoso del Gran Ducado de Lituania de principios del siglo XVI, pero emigró con sus hermanos hacia Moscovia y ayudó a los moscovitas a reconquistar la ciudad de Smolensk. Su sobrina Elena Vasílievna Glínskaya se casó con Basilio III, el Gran Príncipe de Moscú, siendo Iván el Terrible su hijo.